# Test de Ruffier

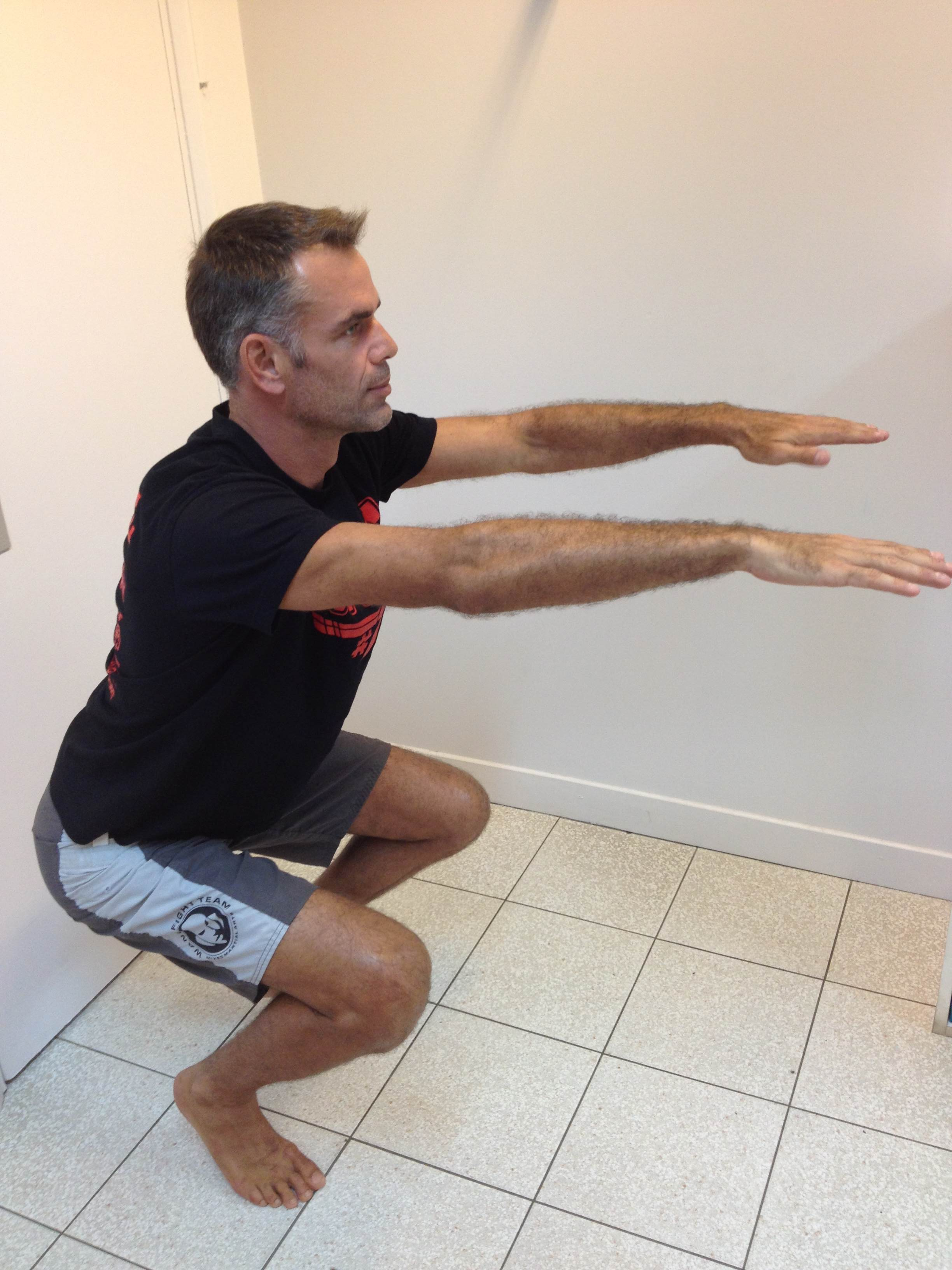
Test de Ruffier

El Test de Ruffier es una prueba que se realiza para medir la  resistencia aeróbica al esfuerzo de corta duración y la capacidad de recuperación cardíaca, y, por tanto, el nivel de forma física en personas.

## Realización del test
1. En primer lugar se mide las pulsaciones en reposo de pie, sentado o acostado durante 1 minuto (P1) (o durante 15 segundos multiplicadas por 4 para conocer las pulsaciones equivalentes por minuto).
2. Situándose de pie, se hacen flexo-extensiones profundas de piernas (sentadillas), a ritmo constante con el tronco recto, en ángulo de 90º, en 45 s con las manos en la cadera. En el caso de las mujeres se realizan flexiones durante 30 segundos.
3. Inmediatamente después de realizar este ejercicio se anotan las pulsaciones (P2).
4. Se realiza un descanso de 1 minuto (de pie o sentado) y se procede a registrar de nuevo las pulsaciones (P3).

{\displaystyle {\frac {P1+P2+P3-200}{10}}}

### Interpretación de resultados
Seguidamente, se determina la resistencia aeróbica de acuerdo a los siguientes valores:
- 0 Rendimiento muy bueno
- 0,1-5 Rendimiento bueno
- 5,1-10 Rendimiento promedio
- 10,1-15 Rendimiento insuficiente
- 15,1-20 Rendimiento pobre (requiere de  evaluación médica)